# رویال آرتیلری باراکز

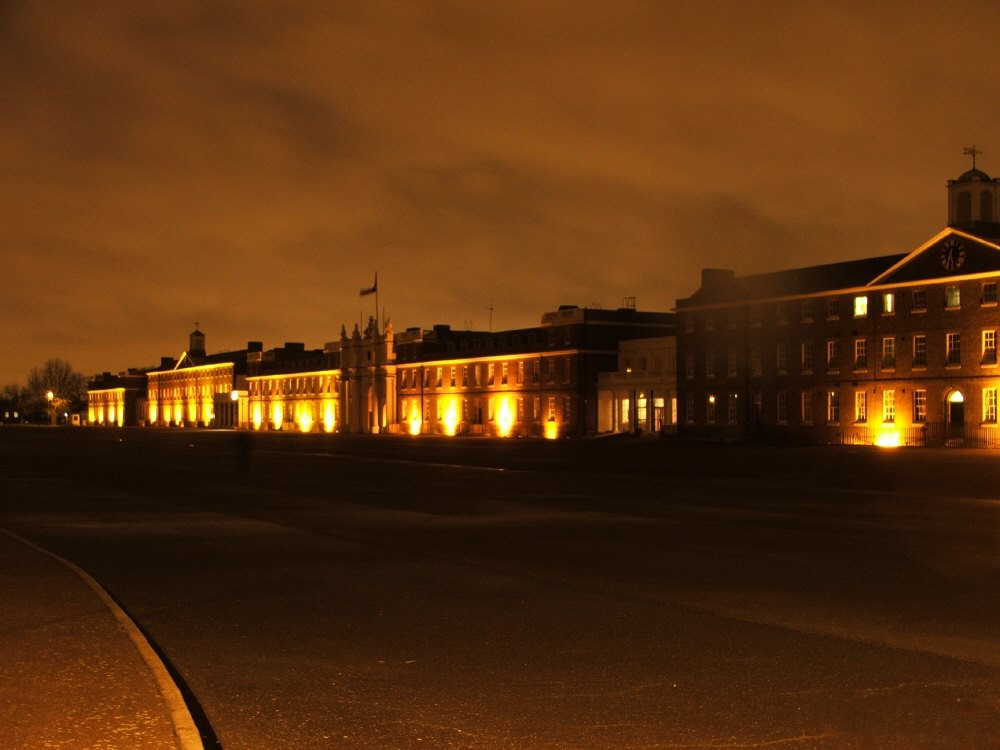
رویال آرتیلری باراکز در سال ۲۰۰۵ میلادی

رویال آرتیلری باراکز یک توپخانه نظامی در جنوب شرقی شهر لندن در منطقه وول‌ویچ است. این توپخانه یکی از توپخانه‌ها و سربازخانه‌های سلطنتی کشور انگلستان است.
مسابقات تیراندازی بازی‌های المپیک تابستانی ۲۰۱۲ و پارالمپیک تابستانی ۲۰۱۲ در این مرکز نظامی انجام می‌شود. محل اولیه در نظر گرفته شده برای مسابقات تیراندازی در شهر بیزلی (ساری) بوده‌است اما به دلیل عدم موافقت کمیته بین‌المللی المپیک برای برگزاری مسابقات در خارج از شهر لندن رویال آرتیلری باراکز برای برگزاری مسابقات انتخاب شد.